# 加茂健
加茂 健（かも たけし、1915年2月8日 - 2004年3月26日）は、静岡県出身のサッカー選手。ポジションはインナーレフト。加茂正五は弟。

## 経歴
静岡県浜松師範学校付属小学校4年時にサッカーを始める。浜松一中では5年時にキャプテンを務め、中部大会に優勝した。
早稲田大学入学後はア式蹴球部に所属。在学中の1936年に開催されたベルリンオリンピックのサッカー日本代表に選出され、背番号10を付けた。1回戦のスウェーデン代表戦に出場し、ベルリンの奇跡の立役者となった。また、2回戦のイタリア代表戦にも出場した。
また、1938 FIFAワールドカップ・予選および1940年東京オリンピック の日本代表にも選出されたが、試合会場となるベトナムへの渡航に難色を示した大日本蹴球協会（現：日本サッカー協会）によりW杯予選への不参加が決定された。また、東京五輪も中止されたため、代表としての出場機会は無かった。
1939年1月、日本軍に召集され、戦後は神奈川県川崎市などに在住した。
2004年3月26日、心不全により死去し、東京都品川区で葬儀が行われた。
なお、戦後にサッカー日本代表監督を務めた加茂周およびその兄の加茂豊、弟の加茂建との血縁関係はない。

## 所属クラブ
- 静岡県浜松師範学校付属小学校（現・静岡大学教育学部附属浜松小学校）
- 静岡県立浜松第一中学校（現・静岡県立浜松北高等学校）
- 早稲田第一高等学院
- 1932年-1937年 早稲田大学

## 代表歴

### 出場大会
- 1936年ベルリンオリンピック

### 試合数
- 国際Aマッチ 2試合 0得点(1936)[2]

| 日本代表 | 国際Aマッチ | 国際Aマッチ | その他 | その他 | 期間通算 | 期間通算 |
| 年       | 出場        | 得点        | 出場   | 得点   | 出場     | 得点     |
| -------- | ----------- | ----------- | ------ | ------ | -------- | -------- |
| 1936     | 2           | 0           | 4      | 1      | 6        | 1        |
| 1937     | 0           | 0           | 0      | 0      | 0        | 0        |
| 1938     | 0           | 0           | 1      | 1      | 1        | 1        |
| 通算     | 2           | 0           | 5      | 2      | 7        | 2        |

### 出場
| No. | 開催日         | 開催都市 | スタジアム | 対戦相手     | 結果 | 監督     | 大会         |
| --- | -------------- | -------- | ---------- | ------------ | ---- | -------- | ------------ |
| 1.  | 1936年08月04日 | ベルリン |            | スウェーデン | ○3-2 | 鈴木重義 | オリンピック |
| 2.  | 1936年08月07日 | ベルリン |            | イタリア     | ●0-8 | 鈴木重義 | オリンピック |

## 著書
- 『サッカー 理論と技術』（朝日新聞社、1949年）堀江忠男、加茂健（共著）